# Lucien Favre
Lucien Favre (ur. 2 listopada 1957 w Saint-Barthélemy) – szwajcarski trener piłkarski, a wcześniej piłkarz występujący na pozycji pomocnika. Jako piłkarz grał głównie dla szwajcarskich klubów, z wyjątkiem sezonu 1983/1984, który spędził we francuskim klubie Toulouse FC. Od maja 2016 roku do maja 2018 roku szkoleniowiec francuskiego OGC Nice. 22 maja 2018, został ogłoszony nowym szkoleniowcem Borussii Dortmund. 13 grudnia 2020, po porażce 1:5 z VfB Stuttgart, został zwolniony z klubu. Trenował również FC Echallens, Yverdon-Sport, Servette FC, FC Zürich, Herthę BSC oraz Borussię Mönchengladbach.

## Kariera piłkarska
Favre pierwsze kroki w futbolu stawiał w klubie FC Oulens. W 1972, jeszcze jako junior, przeniósł się do Lausanne-Sports, w którym to, w roku 1976, zadebiutował jako senior. Oprócz Lausanne-Sports reprezentował barwy takich klubów, jak:  Neuchâtel Xamax, Servette FC i Toulouse FC. Podczas swojej kariery piłkarskiej był postrzegany jako inteligentny zawodnik z szerokim przeglądem pola oraz świetną techniką. W 1985, podczas meczu Vevey Sports z Servette FC, został sfaulowany przez Pierre'a-Alberta Chapuisata, w wyniku czego doznał poważnej kontuzji kolana i pauzował przez 8 miesięcy. Faul ten jest uważany za jeden z najbardziej brutalnych w historii szwajcarskiego futbolu.
Z Servette FC zdobył mistrzostwo Szwajcarii w sezonie 1984/1985.
Jako zawodnik 24-krotnie wystąpił w reprezentacji Szwajcarii i strzelił 1 bramkę.

## Osiągnięcia

### Piłkarskie
Servette FC
- Mistrzostwo Szwajcarii: 1984/1985

Indywidualne
- Piłkarz roku w Szwajcarii: 1982/1983

### Trenerskie
FC Echallens
- Awans do Nationalligi B: 1993/1994

Yverdon-Sport
- Awans do Nationalligi A: 1998/1999

Servette FC
- Zdobywca Pucharu Szwajcarii: 2000/2001

FC Zürich
- Mistrzostwo Szwajcarii: 2005/2006, 2006/2007
- Zdobywca Pucharu Szwajcarii: 2004/2005

Borussia Dortmund
- Wicemistrz Niemiec: 2018/2019, 2019/2020
- Zdobywca Superpucharu Niemiec: 2019

Indywidualne
- Trener roku w Szwajcarii: 2006, 2007
- Trener sezonu w Niemczech: 2008/2009
- Trener roku według Sport1: 2011[4]
- Trener sezonu według Związku Piłkarzy VDV(inne języki): 2011/2012[5]
- Trener rundy według wyboru piłkarzy, w plebiscycie Kickera: 2013/2014[6]
- Trener sezonu według wyboru piłkarzy, w plebiscycie Kickera: 2014/2015[7]